# Sara Hribar
Sara Hribar (Zagreb, 5. rujna 1986. – 20. veljače 2025.) bila je hrvatska redateljica i scenaristica.

## Životopis
Njezin otac je filmski redatelj Hrvoje Hribar. Završila je Klasičnu gimnaziju u Zagrebu i glazbenu školu Blagoja Berse (smjer glasovir).
Pri Akademiji dramske umjetnosti u Zagrebu 2005. godine upisuje studij filmske i TV režije. Surađuje kao scenaristica i redateljica na HRT-u, u emisijama i serijama za djecu ( Žutokljunac, Na kraju ulice, Prijatelji, Brlog, Kokice, Tajni dnevnik patke Matilde i drugim. Autorica je i nekoliko izvođenih kazališnih i radio drama: Mirela, Mirela, Doručak, ručak, večera, Rampuš bajka.
Dobitnica je nagrade Zlatna kolica, u programu Kockice, za film Pusti me da spavam (2007.) na 5. Zagreb Film Festivalu. 

## Filmografija
- Pusti me da spavam (2007.)
- Pričaj mi o ljubavi (2008.)
- Libertango (2008.)
- Ta tvoja ruka mala (2010.)
- U jednoj u zimskoj noći (2011.)
- Zagrebačke priče vol. II (2012.)
- Fuga y Misterio (2012.)
- Closing Time (2012.)